# II. kationosztály
A Fresenius-féle kationazonosítási rendszer II. csoportjába azok a kationok tartoznak, amelyek sósavval nem reagálnak, de kénhidrogénnel híg savas közegben csapadékot képeznek.
A csoportba tartozó kationokat két alcsoportba osztjuk aszerint, hogy szulfidjuk oldódik-e ammónium-poliszulfidban, vagy sem.
A II. a csoportba tartozó kationok szulfidjai nem oldódnak ammónium-poliszulfidban. Az ebbe az alcsoportba tartozó kationok: higany(II), réz(II), bizmut(III), kadmium(II).
A II. b csoportba tartozó kationok szulfidjai oldódnak ammónium-poliszulfidban. Az ebbe az alcsoportba tartozó kationok: ón(II), ón(IV), arzén(III), arzén(V) és antimon(III).
A II. kationosztályhoz tartozó szulfidok tiosavanhidridek, szemben tehát az I. osztály szulfidjaival bázikus reagensekben (ammónium-poliszulfidban, kálilúgban) oldódnak. Az I. és II. osztály szulfidjainak hasonlósága: híg ásványi savakban oldhatatlanok (ezzel viszont a III. osztály osztályreakcióitól térnek el).

## Az arzenitionok reakciói
- Minthogy az arzén(III)-at tartalmazó oldat általában arzén-trioxid (As2O3) oldásával készül, az oldat kémhatása nem jellemző.
- NaOH. Észlelhető változás nincs
- H2S. Savas közegben sárga színű arzén(III)-szulfid válik le: {\displaystyle {\ce {2{H3AsO3}+ 3 H2S -> {As2S3}+ 6 H2O}}} A dekantálva mosott csapadékot osszuk négyfelé:
  1. A csapadék még kb. 20%-os sósavas közegben sem oldódik.
  2. Ammónium-szulfidban a csapadék tioarzenit-képződés közben oldódik: {\displaystyle {\ce {{As2S3}+ 3 S^{2-}->2 AsS3^{3-}}}} Ha a reagens poliszulfidos, tioarzenát képződik: {\displaystyle {\ce {{As2S3}+ 3 S_{x}^{2-}->2 AsS4^3- + x S}}} Mindkét esetben savanyítás hatására a szulfidion-koncentráció csökkenése miatt ismét kiválnak a megfelelő arzén-szulfidok.
  3. Lúgok (nátronlúg, sőt ammónia) a csapadékot könnyen oldják: {\displaystyle {\ce {{As2S3}+ 6 OH^{-}-> AsS3^3- + AsO3^3- + 3 H2O}}}
  4. Az utóbbi reakció még a gyengébben bázisos karbonátok hatására is végbemegy (azaz az arzén-triszulfid határozottan savas karakterű): {\displaystyle {\ce {{As2S3}+ 3 CO3^{2-}-> AsS3^3- + AsO3^3- + 3 CO2}}}
- (NH4)2S. Melegítés hatására közvetlenül az enyhén sárgás tioarzenitionok képződnek. Az oldatból az arzén-triszulfid savanyítás hatására leválik: {\displaystyle {\ce {2AsS3^3- + 6 H+ ->{As2S3}+ 3 H2S}}}
- AgNO3. Semleges vagy igen gyengén lúgos közegben sárga színű ezüst-arzenit válik le, melyik salétromsavban: {\displaystyle {\ce {Ag3AsO3 + 3 H+ -> 3 {Ag+}+ H3AsO3}}} és ammóniában is könnyen oldódik. Az ammóniás oldat forralásakor redoxireakció megy lassan végbe és a képződő fémezüst miatt feketedés észlelhető: {\displaystyle {\ce {2 {Ag(NH3)2+}+ AsO3^3- + 2 OH^{-}->2{Ag}+AsO4^3- + 4{NH3}+H2O}}}
- BaCl2. Semleges közegben töményebb oldatból fehér bárium-arzenit választható le, mely savakban könnyen oldódik.
- KMnO4. Savas közegben az arzénessav a permanganátot redukálja: {\displaystyle {\ce {5{H3AsO3}+ 2MnO4^- + 6 H+ -> 5{H3AsO4}+2 Mn^2+ + 3 H2O}}}, így az oldat elszíntelenedik.
- I2. Nátrium-hidrogén-karbonátot tartalmazó oldatban az arzenit eltünteti a kálium-jodidos jódoldat sárgásbarna színét: {\displaystyle {\ce {AsO3^3- +{I2}+ H2O ->AsO4^3- +2I^- + 2 H+}}} A hidrogén-karbonát a reakció során képződő hidrogénionok megkötésével segíti elő a reakciót. A reakció megfordíthatósága könnyen bizonyítható: 20%-os sósav hatására ismét jód válik ki.
- SnCl2. Közel tömény sósavas közegben az ón(II) elemi arzént választ ki: {\displaystyle {\ce {2AsCl4^- + 3SnCl4^2- -> 2{As}+ 3SnCl6^2- + 2 Cl-}}}
- Zn. Savas közegben a fémcink, ill. a belőle képződő atomos hidrogén az arzénvegyületeket fő tömegében arzánná redukálja. A végső reakció: {\displaystyle {\ce {{H3AsO3}+3{Zn}+ 6 H+ -> AsH3 + 3Zn^2+ + 3 H2O}}} A reakción több, igen érzékeny arzénkimutatási módszer alapszik:
  - A Marsh-reakcióban a képződött arzán termikus bonthatósága használható ki: {\displaystyle {\ce {2 AsH3 ->3 H2 + 2 As}}}, ahol a kimutatásra szolgáló berendezés megfelelő részén az elemi arzént hűtéssel lecsapjuk.
  - A Sanger–Black-próba azon alapszik, hogy higany(II)-kloriddal vagy -bromiddal az arzán higany(II)-arzenidet képez. A vegyület azonban lépésenként alakul ki: először sárga színnel (HgCl)3As közelítő összetételű csapadék válik le, s csak azután (több arzán hatására) alakul ki a barna Hg3As2.
  - A Gutzeit-reakció közönséges kémcsőben történhet: ehhez a vizsgálandó oldathoz két-háromszoros mennyiségben 1 M kénsav, 1–2 szem granulált cink (és esetleg 1–2 csepp híg réz-szulfát-oldat) kerül, a kémcsövet vattadugóval lazán bedugaszolva, majd a szájára gumigyűrűvel száraz szűrőpapírt erősítve, a szűrőpapír közepére néhány cg-os ezüst-nitrát-kristály kerül, erre 1 csepp víz kerül. Tömény ezüst-nitrát-oldattal (a kémcsövet lefedő szűrőpapíron megcseppentett ezüst-nitrát kristály közvetlen környékén) sárga színű ezüst-arzenid képződik, míg az arzán a hígabb ezüst-nitrátot fekete fémezüst kiválása közben redukálja. A sárga ezüst-arzenidet tájékoztatásként Ag3As·3AgNO3 képlettel szokás jellemezni, míg a redoxireakció egyenlete {\displaystyle {\ce {6 Ag+ + AsH3 + 3 H2O -> 6 Ag +{H3AsO3}+ 6 H+}}}
- Szublimáció. Az arzén-trioxid könnyen szublimálható. Minthogy a legtöbb arzénvegyület hevítve könnyen átalakul arzén-trioxiddá, a jelenség eléggé általános. Kismértékű redukció esetén a szublimátum rossz illatú. (Vigyázat, igen mérgező! A vizsgálat csak jól húzó fülke alatt, igen óvatosan végezhető.)

Általános arzénreakcióként az erősen savas közegből is leválasztható, sárga arzén-szulfid a legjellemzőbb, mely még 20%-os sósavban sem oldódik; ezzel szemben bázikus reagensekben, még ammónium-karbonátban is könnyen oldható. A Bettendorf-, a Sanger–Black- és Gutzeit-reakció ugyancsak szelektív és érzékeny arzénkimutatás.
Az arzenitre az arzenát mellett az jellemző, hogy permanganáttal vagy hidrogén-karbonátos közegben – jóddal oxidálható.

## Az arzenátionok reakciói
Az arzenátok sokban hasonlítanak a foszfátokra. A tercier és szekunder alkáli-arzenátok vizes oldata lúgos, a primer arzenátok esetében a disszociáció és hidrolízis: {\displaystyle {\ce {H2AsO4^- ->HAsO4^2- + H+}}} és {\displaystyle {\ce {H2AsO4^- + H2O ->H3AsO4 + OH-}}} kiegyenlíti egymást, s az oldat semleges kémhatású.
- H2S. Az arzenátionok csak meglehetősen sósavas, forró oldatban reagálnak hidrogén-szulfiddal: {\displaystyle {\ce {H3AsO4 + H2S -> H3AsO3 + S + H2O}}}, majd a képződő arzénessav reagál sárga színű arzén(III)-szulfid-csapadék kiválása közben.
  - Jodidionok a csapadék leválását katalizálják: {\displaystyle {\ce {H3AsO4 + 2 I- + 2 H+ -> H3AsO3 + I2 + H2O}}}, {\displaystyle {\ce {I2 + H2S ->2 I- + S + 2 H+}}}
- (NH4)2S. Ammónium-szulfiddal melegítve az arzenátok sárgás színű tioarzenátokká alakulnak: {\displaystyle {\ce {AsO4^3- + 4 HS- -> AsS4^3- + 4 OH-}}} Az oldathoz savat adva jobbára arzén(III)-szulfid és kén keveréke válik ki: {\displaystyle {\ce {AsS4^3- + 6 H+ ->{As2S3}+ 2{S}+ 3 H2S}}}
- AgNO3. Csokoládébarna tercier ezüst-arzenát válik le, mely ammóniában ({\displaystyle {\ce {Ag3AsO4 + 6 NH3 ->{Ag(NH3)2+}+ AsO4^{3-}}}}) és salétromsavban könnyen oldódik.
- BaCl2. Az oldat kémhatástól függően tercier vagy szekunder bárium-arzenát válik le. Mindkettő fehér színű; sósavban könnyen, ecetsavban nehezen oldódnak. {\displaystyle {\ce {{Ba3(AsO4)2}+ 4 H+ ->3Ba^2+ + H2AsO4-}}}
- Mg-mixtúra, azaz ammónium-kloridot tartalmazó, ammóniás magnézium-szulfát-oldat a magnézium-ammónium-foszfáthoz mindenben hasonlító fehér csapadékot választ le: {\displaystyle {\ce {Mg^2+ +{NH4+}+AsO4^3- ->MgNH4AsO4}}} Savakban a csapadék oldódik: {\displaystyle {\ce {{MgNH4AsO4}+ 2 H+ ->Mg^2+ +{NH4+}+ H2AsO4-}}} Ezüst-nitráttal a kiszűrt és vízzel kimosott csapadék megbarnul: {\displaystyle {\ce {{MgNH4AsO4}+ 3 Ag+ ->{Ag3AsO4}+Mg^2+ + NH4+}}}
- KI. Sósavas közegben az arzenát a jodidot jóddá oxidálja: {\displaystyle {\ce {H2AsO4- + 2 I- + 3 H+ -> I2 + H3AsO3 + H2O}}}
- SnCl2. A reakció kivitelezése és eredménye is (elemi arzén kiválása) azonos arzenitionok 8. reakciójával, éppen úgy mint a
- Zn-kel való reakció. Az arzén(V) redukciója során ugyanúgy arzán képződik, mint az arzén(III)-vegyületekből, így a Marsh-, a Sanger–Black- és a Gutzeit-reakció használható arzenát formájában levő mikromennyiségű arzén kimutatására is.

Az arzén(V) jellemző reakcióinak jelentős része azonos az arzén(III) reakcióival: általános arzénkimutatások. Jellegzetes arzenátreakció a magnézia mixtúrás és a polianion-képzési reakció; s lényeges eltérés az arzenittől, hogy az arzenát erősen savas közegben a jodidot jóddá képes oxidálni.

## Az antimon reakciói
- Az antimon-triklorid határozottan kovalens vegyület, tiszta oldat belőle kb. 1 M sósavval készíthető csak. Az oldat erősen savas, benne színtelen SbCl−4 ionok vannak, s a hidrolízis egyszerű vizes hígítás hatására is megfigyelhető: {\displaystyle {\ce {SbCl4- + H2O ->Sb(OH)2Cl + 2 H+ + 3 Cl-}}} A csapadék borkősavban antimonil-tartarát-komplex képződése közben oldódik.
- NaOH. Fehér színű antimon(III)-hidroxid válik le, mely csapadék NaOH-feleslegben oldódik: {\displaystyle {\ce {Sb(OH)3 + OH^{-}-> Sb(OH)4-}}}
- NH3. Ammóniával teljesen az előzőhöz hasonló reakció játszódik le: az ammónia bázikussága a hidroxokomplex kialakulásához elegendő nagy hidroxidion-koncentrációt biztosít.
- Na2CO3. Ugyancsak antimon(III)-hidroxid válik le, mely a reagens feleslegével forralva feloldódik.
- H2S. Savanyú közegben is leválik a jellemzően narancsvörös színű antimon(III)-szulfid csapadék. A csapadékot dekantálva mossuk és ötfelé osztjuk:
  1. a csapadék híg sósavban nem, de kb. 20%-os sósavas közegben hidrogén-szulfid-fejlődés közben oldódik: {\displaystyle {\ce {{Sb2S3}+6 H+ + 8 Cl- ->2 SbCl4- + 3 H2S}}}
  2. Ammónium-szulfid a csapadékot halványsárga tioantimonitionok képződése közben oldja: {\displaystyle {\ce {{Sb2S3}+ 3 S^{2-}->2 SbS3^{3-}}}}
  3. NaOH-oldat ugyancsak oldja a csapadékot: {\displaystyle {\ce {{Sb2S3}+ 4 OH^- ->SbS3^3- + Sb(OH)4-}}}
  4. Az ammóniában való oldódás egyenlete azonos az előzővel.
  5. Ammónium-karbonátban a csapadék nem oldódik.
- {\displaystyle {\ce {Na2S2O3}}}. Nátrium-karbonáttal éppen semlegesített oldatot nátrium-tioszulfáttal főzve jellegzetes vörös csapadékként Sb2S3 és Sb2O3 keveréke válik ki.
- KMnO4. A permanganátionok savas közegben az antimon(III)-at oxidálják: {\displaystyle {\ce {5SbCl4- + 2MnO4- + 16H+ + 10 Cl- ->5SbCl6- + 2Mn^2+ + 8 H2O}}}
- Zn. Az arzénvegyületekhez hasonlóan erősen savas közegben a fémcink az antimonvegyületeket részben sztibánná (SbH3) redukálja; de fő tömegében koromfekete fémantimon képződik.

Az antimontartalmú ionokra igen erős hidrolízis jellemző. A hidrolízis terméke oldódik borkősavban. Jellemző szulfidcsapadék színe, antimon(III) esetében a tioszulfátos reakció is használható. Fehér hidroxidja lúgokban és ammóniában egyaránt hidroxo-komplexként oldódik.

## Az antimon(V) reakciói
- Antimon(V)-vegyületet tartalmazó oldat antimon-pentoxid tömény sósavas oldásával (s az oldat óvatos hígításával) vagy antimon(III)-klorid oldatának klóros oxidációjával állítható elő: {\displaystyle {\ce {SbCl4- + Cl2 ->SbCl6-}}}
Az előállításból is következik, hogy az oldatok erősen savas kémhatásúak. A kálium-[hexahidroxo-antimonát(V)] viszonylag könnyen előállítható vegyület, híg kálilúgban oldódik. Az oldat lúgos kémhatású. Ehhez az oldathoz sósavat adva először leválik az „antimonsav”: {\displaystyle {\ce {Sb(OH)6- + H+ ->{SbO(OH)3}+ 2 H2O}}}, de a csapadék a sósav nagy feleslegében oldódik: {\displaystyle {\ce {SbO(OH)3 + 5H+ + 6 Cl- ->SbCl6- + 4 H2O}}} (A további reakciókat mindig sósavas, SbCl−6 ionokat tartalmazó oldatokra vonatkoztatjuk.)
- Hidrolízis. A savas oldatból hígításra bázisos antimon(V)-kloridok keveréke válik ki. Az acetát-kloridos reagens a tetrakloro-antimonát(III)-ionok első pontjában említett módon hoz létre csapadékot, mely ugyancsak oldódik borkősavban vagy töményebb kálium-nátrium-tartarát-oldatban.
- KOH. Kálilúg fehér csapadék formájában antimon(V)-oxid-hidroxidot választ le, mely a reagens feleslegében könnyen oldódik: {\displaystyle {\ce {{SbO(OH)3}+{OH-}+ H2O ->Sb(OH)6-}}}
- NH3. Az antimon(V)-oxid-hidroxid-csapadék a reagens feleslegében (esetleg tömény ammóniát használva) hidroxokomplexként oldódik.
- H2S. Savas közegben két (illetve három) reakció fut párhuzamosan: {\displaystyle {\ce {2 SbCl6- + 5 H2S ->{Sb2S5}+ 10 H+ + 12 Cl-}}}, {\displaystyle {\ce {2 SbCl6- + H2S -> 2 SbCl4- + S + 2 Cl- + 2 H+}}}, és ezt követve {\displaystyle {\ce {2 SbCl4- + 3 H2S -> Sb2S3 + 6 H+ + 8 Cl-}}}. A leváló narancsvörös csapadék fő tömegében antimon-triszulfid és kén keveréke, azonban tartalmaz antimon-pentaszulfidot is. A csapadék dekantálás után három részre osztható:
  1. Híg sósavban nem, 20%-os sósavban kénhidrogén fejlődése közben oldódik. Az oldat a kivált kéntől opálos lehet.
  2. Ammónium-szulfid hatására mindenképpen halványsárga tioantimonát képződés közben oldódik: {\displaystyle {\ce {{Sb2S5}+ 3 S^{2-}->2 SbS4^{3-}}}}, {\displaystyle {\ce {Sb2S3 + 2 S + 3 S^{2-}->2 SbS4^{3-}}}}.
  3. KOH-oldatban a csapadék ugyancsak oldódik [csak antimon-pentaszulfidra felírva]:{\displaystyle {\ce {4Sb2S5 + 18 OH^{-}->5SbS4^3- + 3Sb(OH)6-}}}
- (NH4)2S KOH-tartalmú oldatban csapadék nem válik le, de tioantimonát alakul ki: {\displaystyle {\ce {Sb(OH)6- + 4 S^{2-}->SbS4^3- + 6 OH^-}}} Az oldatot fölös savoldathoz öntve antimon-pentaszulfid válik le: {\displaystyle {\ce {2SbS4^3- + 6 H+ ->{Sb2S5}+ 3 H2S}}}
- KI. Erősen sósavas közegben a jodid redukálja az antimon(V)-öt: {\displaystyle {\ce {SbCl6- + 2 I- ->SbCl4- + I2 + 2 Cl-}}}
- Redukció fémekkel. A fémcink az antimon(V)-tel teljesen hasonlóan reagál, mint az antimon(III)-mal, illetve a reakció erősen emlékeztet az arzénvegyületek megfelelő reakcióira. Fémvas az antimon(III)- és antimon(V)-tartalmú ionokat egyaránt fekete fémantimonná redukálja, mely kifényesített vasdróton észlelhető is. Az elemi antimon ammónium-poliszulfiddal könnyen leoldható.

Az általános antimonreakciók közül ismét a hidrolízist és a szulfidcsapadék tulajdonságait kell jellemzőként említeni. Az antimon(V)-hidroxid (vagy antimonsav) ammóniában már nem oldódik könnyen. Az antimon(III) és antimon(V) megkülönböztetésére a permanganátos és jodidos reakciók a legmegfelelőbbek.

## Az ón(II)-ionok reakciói
- Hidrolízis. Az ón(II)-klorid oldat csak sósav segítségével készíthető, erősen savas, és benne az ón(II) elsősorban különböző klorokomplexek formájában van jelen. Megfelelő mennyiségű nátrium-klorid-tartalmú 1 M koncentrációjú nátrium-acetáttal melegítve zavarosodás keletkezik, majd fehér csapadék formájában ón(II)-hidroxid válik le.
- NaOH. A leváló ón(II)-hidroxid a reagens feleslegében oldódik: {\displaystyle {\ce {Sn(OH)2 + 2 OH^{-}->Sn(OH)4^{2-}}}}
- NH4OH. Mint hidroxidos reagens, ugyancsak ón(II)-hidroxidot választ le, ez azonban az ammónia feleslegében nem oldódik. Borkősav a csapadékot oldja.
- H2S. Barna színű csapadék válik le. A dekantálva mosott csapadék 3 részre osztható:
  1. Ha 1–2 cm3 vízzel összerázott csapadékhoz reagens sósavat adva észlelhető, hogy az ón(II)-szulfid híg savakban nem oldódik. Ha a vizsgálatot tömény sósavval folytatjuk, a csapadék hidrogén-szulfid képződése közben oldódik: {\displaystyle {\ce {SnS + 2 H+ + 4 Cl- ->SnCl4^2- + H2S}}}
  2. Frissen készített, nem poliszulfidos ammónium-szulfid a csapadékot nem oldja. A poliszulfidos reagens egyidejű oxidációjával az ón(II)-szulfidot tiosztannát-képződés közben oldja: {\displaystyle {\ce {SnS + S2^{2-}->SnS3^{2-}}}} Az oldathoz savat adva megállapítható az oxidáció hatása: világossárga ón-diszulfid válik le.
  3. A csapadék NaOH-oldatban tetrahidroxo-sztannát(II) formájában könnyen oldódik: {\displaystyle {\ce {SnS + 4 OH^- ->Sn(OH)4^2- + S^{2-}}}}
- Fém Zn sósavas közegben fémónt választ ki, mely a cinkfelesleg oldódása után maga is oldódik hidrogénfejlődés közben. A nagy mennyiségű atomos hidrogén azonban igen kis mértékben ugyan, de képes az ónt sztannánná redukálni: {\displaystyle {\ce {Sn^2+ + 6 H* ->SnH4 + 2 H+}}} A képződő sztannán megfelelően végzett gyors bontása igen jellegzetes kék színű lumineszcencia közben megy végbe.
- Az ón(II)-ionok igen erős redukáló hatása több reakcióban is tanulmányozható:
  1. Az oldat egy részéhez KMnO4-oldatot csepegtetve észlelhetjük a permanganát ibolyaszínének eltűnését.
  2. Az elemi jódot hasonló körülmények között redukálja, itt a KI3 reagens barna színének eltűnését észleljük.
  3. Ha higany(II)-kloridot tartalmazó oldathoz ón(II)-klorid-oldatot cseppentünk, fehér színű higany(I)-klorid csapadék válik le: {\displaystyle {\ce {2{HgCl2}+SnCl4^2- ->{Hg2Cl2}+ SnCl6^{2-}}}}. SnCl2-felesleg esetén a csapadék fémhigany kiválása miatt megszürkül, majd megfeketedik. Érzékeny és jellemző reakció.
  4. Hasonlóan érzékeny reakció, ha óraüvegen az egy csepp savas vizsgálandó oldathoz egy csepp vas(III)-klorid-oldatot adunk, majd egy perc múlva képződött vas(II)-ionokat mutatjuk ki: egy borkősavkristályt oldunk benne, dimetil-glioxim-oldatot cseppentünk hozzá, majd 1-2 csepp ammóniával lúgosítunk. Vörös színeződés jelzi az ón(II)-t (vagy más erős redukálószert).
  5. Legérzékenyebben szűrőpapíron, ammónium-dodekamolibáto-foszfát redukciójával mutatható ki. A szűrőpapírt a dodekamolibdáto-foszforsav 5%-os oldatával telítjük, azt tömény ammónia fölött semlegesítjük (és fixáljuk), majd a vizsgálandó oldatot rácseppentjük. A kék redukciós termék igen könnyen észlelhető.

Az ón(II)-ionra erős redukciós készsége jellemző. Hidroxidja igen könnyen választható le, nátronlúgban könnyen, ammóniában nem oldható.

## Az ón(IV)-ionok reakciói
- Az ón(IV) ugyancsak erősen hidrolizál, erősen savas kémhatású a vizes (sósavval készült) oldata. Klorid-acetátos hidrolizáltató reagenssel fehér csapadékként ón(IV)-hidroxid válik le: {\displaystyle {\ce {SnCl6^2- + 4 H2O ->Sn(OH)4 + 4{H+}+ 6 Cl-}}}
- NaOH. A levált ón(IV)-hidroxid a reagens feleslegében hexahidroxo-sztannát(IV) komplex ionként oldódik: {\displaystyle {\ce {{Sn(OH)4}+ 2 OH^{-}->Sn(OH)6^{2-}}}} Hosszabb állás vagy melegítés után az ón(IV)-hidroxid lúgokban oldhatatlanná válik.
- NH4OH. A leváló ón(IV)-hidroxidot a reagens feleslege nem oldja.
- H2S. Világossárga ón-diszulfid válik le: {\displaystyle {\ce {SnCl6^2- + 2 H2S ->SnS2 + 4{H+}+ 6 Cl-}}} A dekantálva mosott csapadékot három részre osztva:
  1. híg sósav nem, de mintegy 20%-os könnyen oldja: {\displaystyle {\ce {{SnS2}+ 4{H+}+ 6 Cl^- ->SnCl6^2- + 2 H2S}}}
  2. Ammónium-szulfiddal tiosztannát képződik: {\displaystyle {\ce {SnS2 +S^{2-}->SnS3^{2-}}}}
  3. A csapadékot NaOH-oldat is oldja: {\displaystyle {\ce {3{SnS2}+ 6 OH^{-}->Sn(OH)6^2- + 2 SnS3^{2-}}}}
- (NH4)2S. A csapadékkiválásig semlegesített oldathoz feleslegben ammónium-szulfidot adva tiosztannát képződik. Az oldathoz savat adva halványsárga ón-diszulfid válik le: {\displaystyle {\ce {SnS3^2- + 2 H+ ->SnS2 + H2S}}}
- Fémcinkkel vizsgálva ón(IV) az ón(II)-höz teljesen hasonló módon reagál.
- A fémvas sósavra nézve kb. 10%-os közegben, óvatosan forralva az ón(IV)-et ón(II)-vé redukálja. A feleslegben maradt fémvas kiszűrése után a képződött ón(II)-ionokat higany(II)-kloriddal mutathatjuk ki.
- KI. Az ón(IV) a jodidionokat még erősen savas közegben sem képes oxidálni.
- Az ón(IV) nem oxidálható.

Az ón(IV)-ionok igen erősen hidrolizálnak, Hidroxidja nátronlúgban sem oldódik minden körülmények között, ammóniában pedig egyáltalán nem.
Legfontosabb azonossági reakciója, hogy fémvassal ón(II)-vé redukálható, mely érzékenyen és szelektíven mutatható ki.

## A szelenitionok reakciói
- A nátrium- vagy kálium-szelenit vizes oldata gyengén lúgos kémhatású; a szelén-dioxid (szelénessav) oldata viszont természetesen savanyú.
- HCl. Észlelhető változás nincs.
- H2S. Redoxireakcióban savas közegből elemi szelén és kén keveréke válik le: {\displaystyle {\ce {H2SeO3 + 2 H2S ->Se + 2 S + 3 H2O}}}. Hideg oldatból finom eloszlású mélysárga csapadék, forró oldatban narancsvörös csapadék válik le. A csapadék ammónium-szulfidban poliszelenid-, ill. poliszulfidionok képződése közben oldódik: {\displaystyle {\ce {S^2- +x Se ->SSe_{x}^{2-}}}}, {\displaystyle {\ce {S^{2-}+ y S ->S_{y + 1}^{2-}}}} Az oldat savanyítása során ismét elemi kén és szelén keveréke válik ki. A finom eloszlású kén lúgokkal gyorsan reagál, diszproporcionálódik: {\displaystyle {\ce {4{S}+6 OH^- ->2 S^2- + S2O3^2- + 3 H2O}}}, s a képződött szulfid az elemi szelént már poliszelenid képződése közben oldja.
- AgNO3. A fehér színű ezüst-szelenit-csapadék salétromsavban és ammóniában: {\displaystyle {\ce {Ag2SeO3 + 4 NH3 ->2 Ag(NH3)2+ + SeO3^{2-}}}} egyaránt könnyen oldódik.
- BaCl2. Fehér színű bárium-szelenit válik le, mely savakban könnyen oldódik: {\displaystyle {\ce {BaSeO3 + H+ ->Ba^2+ + HSeO3-}}}
- KMnO4. A szelenit gyengén lúgos vagy semleges (kismértékben savas) közegben szelenáttá oxidálható: {\displaystyle {\ce {3 SeO3^2- + 2MnO4- + 3 H2O ->3 SeO4^2- + {MnO(OH)2}+ 2 OH-}}}
- KI. Savas közegben redoxireakció megy végbe: {\displaystyle {\ce {H2SeO3 + 4 I- + 4 H+ ->Se + 2 I2 + 3 H2O}}} A jódot tioszulfátos redukciójakor előtűnik a kolloid szelénoldat vörös színe.
- SO2. A kén-dioxid savas közegben a szelénessavat vörös színű elemi szelénné redukálja: {\displaystyle {\ce {{H2SeO3}+ 2{SO2}+ H2O ->{Se}+2SO4^2- + 4 H+}}}
- Aszkorbinsav. A szelenitet és szelénessavat szinte valamennyi redukálószer redukálni képes. Ezek közül is az egyik legérzékenyebb kimutatási lehetőség, ha a mérsékelten savas (pH= 2-3), 1 csepp vizsgálandó oldatot szűrőpapíron aszkorbinsavval redukáljuk. Narancsvörös folt képződik. Könnyen és színes termékké redukálódó ionok zavarják csupán a kimutatást.
- Elemi réz. Savas közegben még a fémréz is elemi szelénné redukálja a szelenitet, sőt – gyengén savas közegben, melegítésre – réz-szelenid is képződik.
- Fémcink. Erősen sósavas közegben a fémcink hidrogén-szeleniddé redukálja a szelenitet: {\displaystyle {\ce {{H2SeO3}+ 3{Zn}+ 6 H+ ->{H2Se}+3Zn^2+ + 3 H2O}}}
- Tömény kénsav. A megfelelően vízmentes tömény kénsav az elemi szelént élénkzöld színű szelén-kén-trioxidként oldja: {\displaystyle {\ce {Se + H2SO4 ->{SeSO3}+ H2O}}}

A szelén(IV)-vegyületekre mindenekelőtt igen könnyű redukálhatóságuk jellemző. Anionként a báriumos reakció alapján az anionok II. osztályába sorolható.

## A vanadátionok reakciói
- A nátrium- vagy kálium-vanadát vizes oldata hidrolízis miatt lúgos kémhatású, és színe az oldat kémhatásától függ: maga a vanadátion színtelen, de csak magasabb pH-n létezhet. A pH-t csökkentve az oldat polivanadátok képződése miatt megsárgul.
- HCl. Savanyítás során a legkülönfélébb izopolianionok és azok protonált formái képződnek. A polimerizáció előrehaladtával az oldat színe egyre mélyül.
- H2S. Savas közegben az oldat a kismértékben bekövetkező redoxireakció révén megkékül: {\displaystyle {\ce {2{VO2+}+{H2S}+2 H+ ->2VO^2+ +{S}+2 H2O}}}
- (NH4)2S. A vanadáttartalmú oldat tiovanadát képződése miatt vörösbarnává változik: {\displaystyle {\ce {VO3- + 3 HS- -> VS3- + 3 OH-}}} Az oldatot savanyítva barna színű vanádium-pentaszulfid válik le: {\displaystyle {\ce {2 VS3- + 2 H+ ->V2S5 + H2S}}}, de kismértékben redoxireakció is végbemegy, s az oldat a vanádium(IV)-ionok jelenléte miatt gyengén kék színű lehet. A dekantálva mosott csapadék:
  - híg savakban oldhatatlan
  - ammónium-szulfid hatására tiovanadát-ionok képződése közben oldódik.
  - oldódik lúgokban, sőt ammóniában is: {\displaystyle {\ce {3V2S5 +6OH- ->5VS3- +VO3- +3H2O}}}
- AgNO3. Sárga színű ezüst-vanadát válik le. A csapadék ammóniában: {\displaystyle {\ce {AgVO3 + 2 NH3 ->Ag(NH3)2+ + VO3-}}} és salétromsavban is oldódik.
- BaCl2. Fehér színű bárium-vanadát válik le, mely híg savakban is oldható.
- KI. Sósavas közegben a jodidionok a vanádium(V)-öt vanádium(III)-má redukálják: {\displaystyle {\ce {{VO2+}+ 2I- + 4 H+ ->V^3+ +{I2}+ 2 H2O}}} A jód tioszulfátos redukciójakor ({\displaystyle {\ce {I2 + S2O3^{2-}->2 I- + S4O6^{2-}}}}) előtűnik a vanádium(III)-ra jellemző zöld szín.
- Zn. Savas közegben a fémcink kék (VO2+), zöld (V3+), végül ibolya (V2+) színeződést okoz: az erélyes redukció vanádium(II)-ionok képződéséig vezethet.
- H2O2. Kénsavas közegben kis mennyiségű hidrogén-peroxiddal vörös színű komplex képződik, melyet peroxo-vanádiumsavnak szokás jelölni (HVO4). A komplex nem túlzottan állandó, színe folyamatosan halványodik. Éterrel nem ráható ki. Fluorid a komplexet nem bontja, sok hidrogén-peroxiddal sárga termék alakul ki. A vanadátra nagyon jellemzőek a savhatásra vagy redukciója során bekövetkező színváltozások, melyek határozottan eltérnek a kromát hasonló reakcióitól. Ki kell emelni a hidrogén-peroxidos reakciót is. A vanadát anionként az I. és II. osztályba egyaránt sorolható, nem túl érzékeny báriumos reakciója alapján az utóbbiban szokás említeni.

## A molibdátionok reakciói
- Az alkáli-molibdátok vizes oldata színtelen és hidrolízis miatt határozott lúgos kémhatású.
- H2S. Erősen savas közegben elsősorban redukció következhet be, és az oldat megkékül. Kis mennyiségben, barna csapadék formájában meleg oldatból, huzamos kénhidrogéngáz-bevezetéssel a molibdén(V, VI)-szulfidok keveréke leválasztható.
- (NH4)2S. Vörösbarna színnel tiomolibdát képződik: {\displaystyle {\ce {MoO4^2- + 4S^2- + 4 H2O ->MoS4^2- +8OH-}}} Az oldatból savanyításra barnásfekete molibdén-triszulfid válik le: {\displaystyle {\ce {MoS4^2- +2 H+ ->{MoS3}+ H2S}}}. Ez 5 M koncentrációjú HCl-ban nem, ammónium-szulfidban tiomolibdátként, valamint nátrium-hidroxid-oldatban is oldódik: {\displaystyle {\ce {4{MoS3}+ 8 OH^{-}->3MoS4^2- +MoO4^2- + 4 H2O}}}
- AgNO3. Sárgásfehér csapadék formájában ezüst-molibdát válik ki, mely ammóniában {\displaystyle {\ce {{Ag2MoO4}+ 4 NH3 ->2{Ag(NH3)2+}+ MoO4^{2-}}}}, salétromsavban {\displaystyle {\ce {7{Ag2MoO4}+ 10 H+ ->14{Ag+}+H2Mo7O24^4- + 4 H2O}}} reakcióval oldódik.
- BaCl2. A fehér színű bárium-molibdát csapadék ugyancsak oldódik savakban: {\displaystyle {\ce {7 BaMoO4 + 10 H+ ->7Ba^2+ +H2Mo7O24^4- + 4 H2O}}}.
- KI. Sósavas közegben (pH= 0-1) a jodidionok jódkiválás közben a molibdén(VI)-ot részlegesen molibdén(V)-té redukálják, s a redoxireakció előrehaladtával kék színű, „molibdénkék”-nek nevezett, molibdén(V)-öt és molibdén(VI)-ot egyaránt tartalmazó csapadék válik le, melynek színe az elemi jód nátrium-szulfittal való redukciójával észlelhető.
- Zn. Ugyancsak sósavas közegben a fémcink a molibdént először kék molibdénkékké, majd zöld színű molibdén(V)-, végül vörösbarna, igen kevéssé állandó molibdén(III)-vegyületté redukálja.
- SnCl2 + KSCN. Az ón(II)-ionok ugyancsak redukálják a molibdén(VI)-ot, a redukció sok tiocianát jelenlétében intenzív vörös színű tiocianáto-molibdát(V)-komplexek (MoO(SCN)2−5, Mo(SCN)5) képződéséhez vezet. Érzékeny és jellemző reakció.
- Heteropolianion-képződés. Molibdátionokra jellemző a különböző összetételű heteropolianionok képzése (több száz ismeretes), melyek közül a dodekamolibdáto-komplexekkel az arzenát-, szilikát-, és foszfátionok reakciói között találkozhattunk.

A molibdátra heteropolivegyület-képzése és – főleg a tiocianát jelenlétében végzett ón(II)-kloridos – redukciós reakciói jellemzőek. Anionként az I. osztályba kevéssé, inkább a II. osztályba tartozik.

## A volframátionok reakciói
- Az alkáli-volframátok vizes oldata színtelen és hidrolízis miatt lúgos kémhatású.
- H3PO4 kis mennyisége a sósavhoz hasonlóan leválasztja az oldhatatlan polivolfrámsavat, ez azonban a reagens feleslegében, színtelen heteropolisav képződése közben oldódik.
- H2S hatására változás nincs.
- (NH4)2S a volframátot (közel színtelen) tiovolframáttá alakítja. {\displaystyle {\ce {WO4^2- + 4S^2- + 4 H2O ->WS4^2- + 8 OH-}}} Az oldatból savanyításra világosbarna volfrám-triszulfid válik le: {\displaystyle {\ce {WS4^2- + 2 H+ ->{WS3}+ H2S}}} A csapadék finom eloszlású, nehezen szűrhető. A csapadék 5 M koncentrációjú sósavban sem oldható, bázis hozzáadásakor a reakció megfordul, tiovolframát-képződéssel a volfrám-triszulfid oldódik.
- AgNO3. Fehéressárga ezüst-volframát válik le, mely ammóniában diammin-ezüst- és volframátionok képződése közben oldódik, salétromsavtól viszont kifehéredik: {\displaystyle {\ce {Ag2WO4 + 2 H+ ->2 Ag+ + H2WO4}}}
- BaCl2. Fehér bárium-volframát-csapadék válik le melyik savban csak elvileg oldódik: savfeleslegtől átalakul az ugyancsak oldhatatlan, fehér színű polivolfrámsavvá.
- KI. A jodidion a savas közegben kivált volfrámsavat hidegen igen lassan, melegítve kissé gyorsabban, jód képződése közben a molibdénekhez hasonló megjelenésű és összetételű vegyületté redukálja.
- Zn. Híg sósavval megsavanyított közegben a volfrámsav-csapadékot a fémcink is csak a kék termékké képes redukálni. Töményebb sósavban a volfrám(V) klorokomplexe képződhet, így oldatba megy, s a reakció tovább fut zöld, végül barna színű termék képződéséig.
- SnCl2 + KSCN. Nem túlzottan sósavas oldatban az ón(II) a volfrámsav-csapadékot még rodanid jelenlétében is csak a kék színű, oldhatatlan „volfrámkék”-ké képes redukálni.

A volframátra a figyelmet rendszerint savanyítás hatására leváló, melegítésre sárguló csapadék hívja fel. Ez alapján anionként egyértelműen az anionok I. osztályába sorolható. Jellemzőek a redukciós reakciók is.